# 菲利普·塞爾韋
菲利普·詹姆士·塞爾韋（英語：Philip James Selway，1967年5月23日—）是英國音樂家、歌手與詞曲作家，最為知名的身分為英國另類搖滾樂團電臺司令的鼓手。除了鼓外，他也在7 Worlds Collide裡擔任主唱/背景和聲、合成器和吉他。塞爾韋以其精準和精通各種風格和不尋常的拍號而聞名，在2008年被Gigwise評為有史以來第26位最偉大的鼓手。他自1991年以來與撒瑪利亞會合作。
塞爾韋已發行了兩張個人專輯：2010年的《Familial》和2014年的《Weatherhouse》。

## 電臺司令
電臺司令的成員們是在就讀位於泰晤士河畔阿賓頓的男子獨立學校阿賓頓學校時相遇的。塞爾韋與吉他手艾德·歐布萊恩比主唱湯姆·約克和貝斯手科林·格林伍德大了一屆，也比科林的弟弟、多樂器演奏家強尼·格林伍德大三屆。1985年，他們成立了樂團On a Friday，名字取自於樂團在學校音樂室的練團日。
1991年，On a Friday與EMI簽了六張專輯的合約，並將團名更改為電臺司令。他們在1992年的單曲〈Creep〉獲得了最早的成功。第三張專輯《OK電腦》（1997年）提升了他們的國際知名度，並且經常被譽為有史以來最好的專輯之一。到2011年，電臺司令在全球銷售了超過3000萬張專輯。他們於2019年入選搖滾名人堂。

## 音樂修養
他的各種擊鼓和時間有助於樂團的聲響。雖然他在《親愛的派伯諾》和《善變》等早期專輯中的技術與樂團原創風格的經典搖滾感相對應，但隨著他們作品的實驗性和氛圍感的加強，塞爾韋則轉向更加堅實、重複的技術和更多的使用Motorik聲響。
除了樂團的一般職責外，塞爾韋偶爾在現場表演中唱背景和聲，特別是〈There There〉、〈2 + 2 = 5〉、〈I Will.〉和〈Go to Sleep〉。另外在《一號複製人》之後，塞爾韋也會使用鼓機進行編程。
自2011年起，塞爾韋開始在電臺司令現場演出中與第二位鼓手克萊夫·迪默（Clive Deamer）合作演出。塞爾韋表示：「那真是棒。一個人在爵士鼓上打，另一個人則在鼓機上模仿，就像玩耍的孩子一樣，非常有趣。」

## 電臺司令以外的事蹟

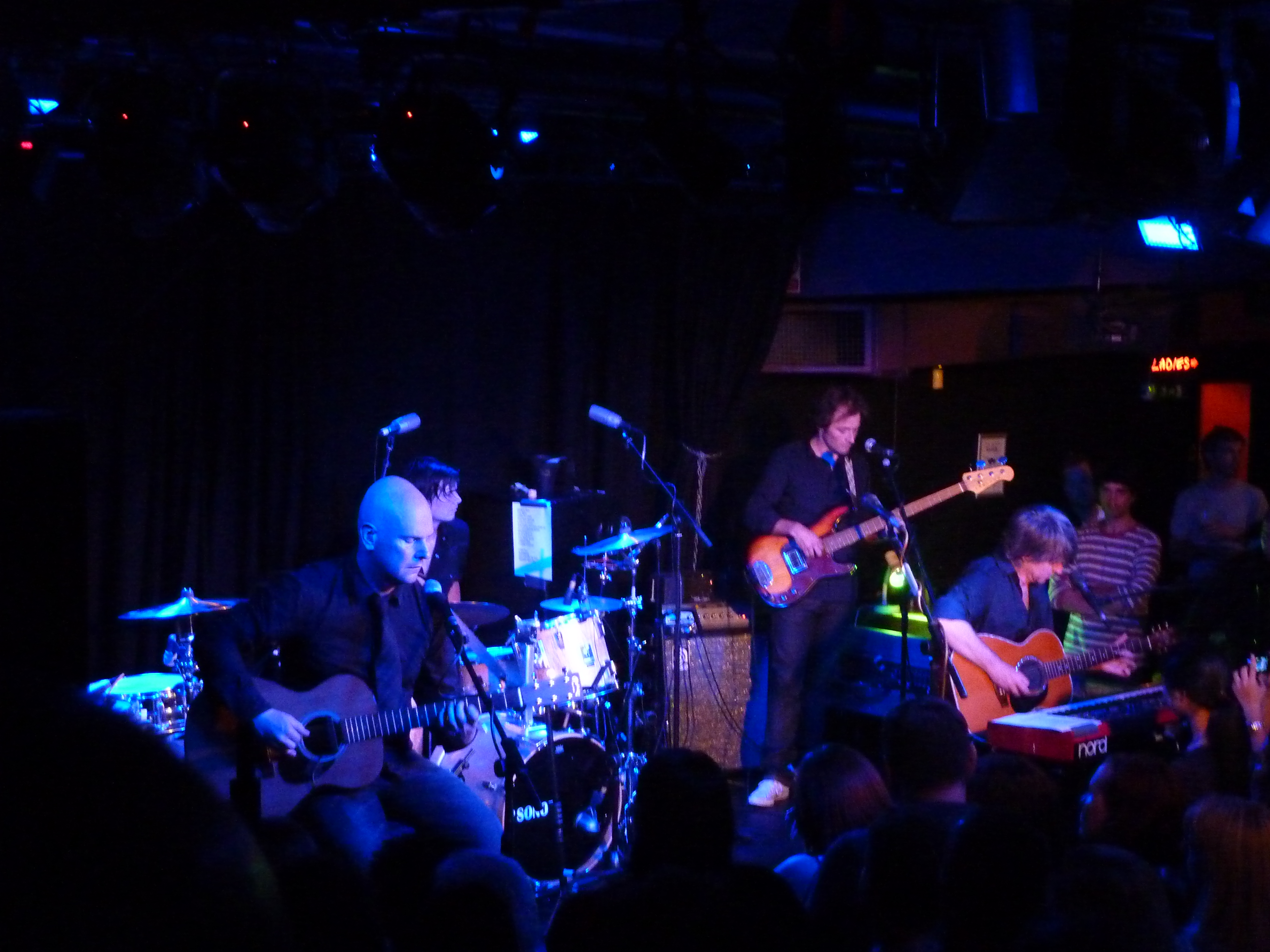
2009年，塞爾韋與7 Worlds Collide的表演

自1991年以來，塞爾韋一直與慈善組織撒瑪利亞會合作並擔任其「聆聲者」義工。他於2005年3月與樂團Dive Dive一起演出並與電臺司令的隊友強尼·格林伍德和果漿樂團的主唱賈維斯·卡克出演《哈利波特：火盃的考驗》中樂團The Weird Sisters的成員。
塞爾韋與歐布萊恩皆是尼爾·芬恩的個人計畫7 Worlds Collide的參與者，與他一同巡演和錄製作品。塞爾韋在他們的2001年同名現場專輯中貢獻鼓，並在2009年的錄音室專輯《The Sun Came Out》中擔任鼓、偶爾擔任主唱和吉他，同時他也在其中寫了兩首歌曲。
他也參與了羅迪·伍伯、克里斯·德雷弗爾和約翰·麥卡斯克爾的合作專輯《Before the Ruin》的錄製，並擔任其中歌曲〈Rest on the Rock〉和〈Out of Light〉的鼓手。
2009年，塞爾韋在馬丁·辛普森的錄音室專輯《True Stories》中彈奏吉他。
塞爾韋在2010年8月30日發行了首張個人專輯《Familial》。這張專輯包括塞爾韋擔任主唱和吉他，其他參與人員如威爾可合唱團成員格倫·科奇和帕特·桑森以及7 Worlds Collide參與者麗莎·吉爾馬諾和塞巴斯蒂安·斯坦伯格。他於2011年2月4日宣布了個人巡演。塞爾韋的第二張個人專輯《Weatherhouse》於2014年10月6日發行。
2017年，塞爾韋為波莉·史提爾（Polly Steele）執導的劇情電影《Let Me Go》創作了配樂。

## 個人生活
塞爾韋出生於伯克郡的阿賓頓（現屬牛津郡）。他和妻子凱特（Cait）有三個孩子：里歐（Leo）、傑米（Jamie）和派崔克（Patrick）。
他的母親西婭·塞爾韋（Thea Selway）在2006年5月去世，正值電臺司令巡迴演唱會期間。樂團取消了他們在阿姆斯特丹的場次，讓塞爾韋回家參加葬禮。樂團後來在同年8月返回阿姆斯特丹補演一場。

## 作品列表

### 錄音室專輯
- 《Familial（英语：Familial (album)）》（2010年8月30日）
- 《Weatherhouse（英语：Weatherhouse (album)）》（2014年10月6日）
- 《Let Me Go》（2017年，原聲帶）

### 迷你專輯
- 《Running Blind（英语：Running Blind (EP)）》（2011年7月25日）

## 外部連結
- 官方网站